# Paraeuchaeta biloba
Paraeuchaeta biloba är en kräftdjursart som beskrevs av Farran 1929. Paraeuchaeta biloba ingår i släktet Paraeuchaeta och familjen Euchaetidae. Inga underarter finns listade i Catalogue of Life.